# Музей изобразительных искусств (Ла-Плата)
Провинциальный музей изобразительных искусств имени Эмилио Петторути (исп. Museo Provincial de Bellas Artes Emilio Pettoruti, La Plata) — художественный музей в аргентинском городе Ла-Плата, открытый в 1922 году; назван в честь аргентинского художника Эмилио Петторути; располагает собранием в 3200 произведений искусства; включает в себя специализированную библиотеку с фондом в более чем 3000 томов.

## История и описание
История провинциального музея изобразительных искусств имени Эмилио Петторути началась в 1877 году, когда коллекционер Хуан Бенито Соса передал правительству провинции Буэнос-Айрес свою коллекцию из 49 картин — при условии, что она послужит основой для будущего муниципального художественного музея. В связи с данным пожертвованием сенатор Бернабе Демария (Bernabé Demaría) представил 20 сентября 1877 года законопроект о создании в городе Ла-Плата «музея картин» (un museo de pinturas). Однако только в 1920 году идея о создания музея изобразительных искусств начала претворяться в жизнь: в этом году в городе был основан клуб изящных искусств «Círculo de Bellas Artes», состоявший из художников и любителей искусства; председателем клуба стал Эрнесто Риварола. Ассоциация начала активно заниматься созданием городского музея.
18 февраля 1922 года власти региона издали указ о создании «Музея изобразительных искусств провинции» и поручили его организацию специальной комиссии «Comisión del Museo de Bellas Artes de la Provincia de Buenos Aires», в состав которой вошли как чиновники, так и художника — включая Атилио Бовери (1885—1949). В музейный фонд — пожертвованный Сосой и состоявший из произведений масляной живописи, собранных в период с 1865 по 1877 год — была добавлена коллекция правительства провинции (четыре работы). В первые годы своей жизни музей начал расширять своё собрание путём приобретения работы на выставках и получению пожертвований как от самих художников, так и из частных коллекций. В тот период музей преимущественно руководствовался «региональным подходом» при выборе произведений — к 1932 году в собрание вошли произведения Сальвадора Калабрезе, Франциско Веккиоли, Адольфо Травассио, Хосе Марторелла, Эмилио Кутарета и Фаустино Бругетти.
Первое музейное здание находилось в редакции местной газеты — галерея размещалась здесь до 1930 года, пока не был восстановлен в Пассаж Дардо Роча (Pasaje Dardo Rocha). В 1930 году художник Эмилио Петторути (Emilio Pettoruti, 1892—1971) был назначен директором музея — он приложил значительные усилия для восстановления пассажа и 6 августа 1932 года музей вновь открыл свои двери, уже в новом здании. В том же году Сара Уилкинсон пожертвовала музею свою коллекцию.
Петторути руководил музеем в течение 17 лет — вплоть до 1947 года; под его руководством коллекция отказалась от «краеведческой окраски» и стала обще-аргентинской художественной коллекцией. В 2012 году, в связи с 90-летием музея, его здание было восстановлено; в 2014 году в музейное собрание впервые вошли произведения актуального искусства. Сегодня в помещениях музея регулярно проходят выставки произведений современного искусства — как региональных, так и иностранных авторов.